# Trachelas validus
Trachelas validus är en spindelart som beskrevs av Simon 1884. Trachelas validus ingår i släktet Trachelas och familjen flinkspindlar. Inga underarter finns listade i Catalogue of Life.